# Psacothea rubra
Psacothea rubra là một loài bọ cánh cứng trong họ Cerambycidae.